# Sven Norrman
Sven Aron Edvard Norrman, född 18 mars 1891 i Stockholm, död 8 februari 1979 i Stockholm, var en svensk ingenjör och affärsman.
Sven Norrman arbetade på ASEA från 1912 och var företagets representant i Ryssland fram till 1917. Från 1925 var han chef för ASEA:s kontor i Warszawa, från 1930 som direktör för ASEA:s polska intressebolag Polskie Towarzystwo Elektryczne ASEA, vilket blev ett helägt dotterbolag 1937. Efter den tyska ockupationen i september 1939 var han stationerad i Stockholm och besökte Polen varannan eller var tredje månad på viseringar från gång till gång av ockupationsregeringen i Kraków. Han hade då som en av Warszawasvenskarna kontakter med den polska motståndsrörelsen, bland annat en cell inom ASEA-bolaget, och förde med sig dokument till Sverige.  Han var en av dem som lyckades föra ut de första dokumenten om Wannseekonferensens beslut om ”den slutgiltiga lösningen” i ett brev till den polska exilregeringen i maj 1942.
Sven Norrman befann sig i Sverige i juli 1942, när tyska Gestapo hade fått upp spåret på den svenska gruppen. Då han den 11 juli i radio fick besked om att Nils Berglind, en annan av Warszawasvenskarna, hade arresterats i Berlin, ställde han in sin flygresa, vilken var planerad till den 12 juli, till den tyska huvudstaden.
Han fick polska Armia Krajowakorset från den polska motståndsarmén för sina insatser, överlämnad till honom 1974.
Från 1963 var han gift med Karin Maria Norrman (1907–1973).